# 遠藤みやこ
遠藤 みやこ（えんどう みやこ、1965年3月21日 - ）は、日本の女性声優、ナレーター。東京都出身。フリー。

## 略歴
以前は青二プロダクションに所属していた。青山学院大学卒。

## 人物
声優活動の他、朗読会に力を入れ、全国の小学校などを回っている。

## 出演
太字はメインキャラクター。

### テレビアニメ
1988年
- キテレツ大百科（1988年 - 1996年、みよ子のママ〈3代目〉、上原友紀〈2代目〉）

1989年
- 戦え!超ロボット生命体 トランスフォーマーV（南風ジャン）
- ビックリマン（柿の実）

1991年
- おにいさまへ…（女生徒）
- ゲッターロボ號（吉井レミ）

1992年
- コボちゃん
- サラダ十勇士トマトマン（モモモ姫）
- スーパービックリマン（オアシス天如）
- 美少女戦士セーラームーン（1992年 - 1995年、松野裕美、朝比奈ナナ、古幡宇奈月） - 3シリーズ

1993年
- 蒼き伝説シュート!（北原美奈子）
- うちのショコラ（お母さん）
- GS美神（アシスタント）
- ツヨシしっかりしなさい（宮月ありえ / エリコ）
- ドラゴンボールZ（女教師）

1995年
- アニメ世界の童話（お母さん）

1996年
- 赤ちゃんと僕（幸子）

1997年
- CLAMP学園探偵団（女子学生A、ママ）

2003年
- 釣りバカ日誌（母）

2012年
- 名探偵コナン（2012年 - 2015年、二瓶純夏、別府華月）

### OVA
- アマダアニメシリーズ スーパーマリオブラザーズ しらゆきひめ編・いっすんぼうし編・ももたろう編（1989年、ピーチ姫）
- 湘南爆走族10 FROM SAMANTHA（1995年、サマンサ）
- 戦闘妖精雪風（2002年、ミンクスパイロット）

### ゲーム
1995年
- ダブルドラゴン（ナレーション）

1996年
- デッド オア アライブ（システムボイス）
- 闘神伝URA（ロンロン）

1997年
- 黒の断章 THE LITERARY FRAGMENT

1998年
- デッド オア アライブ++（システムボイス）
- ブシドーブレード弐

1999年
- 奏（騒）楽都市OSAKA（グレアン・クーラーズ）
- デッド オア アライブ2（システムボイス）

2002年
- どきどきアイドルスターシーカーRemix（柊木京子）

2003年
- デッド オア アライブ3（システムボイス）

### ドラマCD
- キッシーズ（橘）
- ときめきメモリアル 彩のラブソング with you vol.4 - 5（服部朱美）
- ロックマン危機一髪（女の子1）

### 吹き替え
- エア★アメリカ ※日本テレビ版
- ふたりのロッテ
- ホーム・アローン（ヘザー・マカリスター〈クリスティン・ミンター〉、空港の受付係〈ホープ・デイヴィス〉）※テレビ朝日版（日本語吹替完全版Blu-rayBOX収録）

### ナレーション
- ウンナンのホントコ!（恋愛センター試験出題）
- 王様のブランチ（ブランチショッピングナレーション）
- コサキンルーの怒んないで聞いて
- 島田紳助がオールスターの皆様に芸能界の厳しさ教えますスペシャル!（クイズあわせて100%コーナーナレーション）
- スーパーモーニング
- ステップ&ジャンプ（日本史）
- ビートたけしのTVタックル
- 日曜討論
- ニュースアイ
- BSスポット
- B☆QTV
- マッハブイロク
- モーニングショー
- 誘惑の夏
- 1or8
- いのちドラマチック

### その他コンテンツ
- 朗読会「魂の声・失われた24年」（2004年）